# 푸니타 바자즈
푸니타 바자즈(1994년 ~)는 인도계 미국인 아버지와 한국인 어머니 사이에서 태어난 혼혈 가수다.

## 방송
- 스타 오디션 위대한 탄생 2 (2011) - Top8 (7위)
- 스타직찍 (2012~2013)

## 음반
- '위대한 탄생 시즌2' 멘토스쿨 Part.4 (박정현 편) (2011)
- '위대한 탄생 시즌2' TOP12 (위대한 명곡 Old & New) (2012)
- '위대한 탄생 시즌2' TOP10 (Love Song) (2012)
- '위대한 탄생 시즌2' TOP8 (K-POP) (2012)
- 뮤지컬 위대한탄생 OST (2012)
- 와일드엔젤 OST Part.1 (2012)